# Atalja

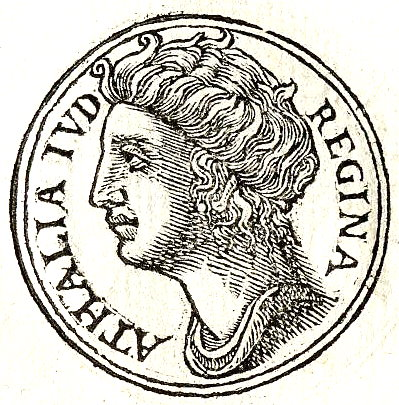
Atalja aus „Promptuarii Iconum Insigniorum“

Atalja oder Athalja (hebräisch עֲתַלְיָה; lat. "Athalia", griech. "Γοθολία"; † 837 oder 835 v. Chr.) regierte sechs Jahre als Alleinherrscherin das Königreich Juda. Ihre Regierungszeit wird auf die Jahre 842–837 v. Chr. (Albright) bzw. 841–835 v. Chr. (Thiele) datiert.

## Leben
Die Herrschaft Ataljas fällt in die macht- und religionspolitischen Auseinandersetzungen in den Königreichen Juda und Israel in den 840er und 830er Jahren des 9. Jahrhunderts v. Chr.: machtpolitisch zwischen dem Usurpator Jehu und der Dynastie der Omriden, religionspolitisch zwischen den Anhängern Baals und JHWHs.
Atalja stammte aus der israelitischen Dynastie der Omriden. Sie war eine Tochter des Königs Ahab und seiner Frau Isebel. Ihre Heirat mit Joram von Juda besiegelte ein Bündnis zwischen den Reichen Israel und Juda. Zu den Kindern von Atalja und Joram gehören Ahasja und Joscheba.
Während Joram, ein Nachkomme Davids, dem JHWH-Glauben anhing, verehrte Atalja wie ihre Mutter den Baal. Nach Jorams Tod wurde der gemeinsame Sohn Ahasja König, doch wurde dieser nach kurzer Zeit von Jehu ermordet, der ein entschiedener Gegner der Omriden war. 
Laut biblischen Quellen (2. Buch Chronik und 2. Buch Könige) begann Atalja daraufhin, Ahasjas Söhne – ihre Enkel – als potentielle Thronfolger zu ermorden. Lediglich der einjährige Joasch wurde von seiner Tante, Ahasjas Schwester Joscheba (2. Kön.11,2), gerettet. Sie versteckte ihn bei sich und ihrem Mann, dem YHWH-Priester Jojada. Nachdem Atalja sechs Jahre lange geherrscht hatte, schwor Jojada die Palastwache auf sich ein und salbte Joasch zum König von Juda. Atalja, von der Verschwörung überrascht, wurde auf seinen Befehl vor dem Palast ("am Eingang des Rosstores") ermordet. Jojada ließ den Baalstempel zerstören und den Baalspriester Mattan ermorden.

## Bearbeitungen
Das Leben der Atalja wurde mehrfach bearbeitet, so u. a. in dem Drama Athalie von Jean Racine (1691), von Georg Friedrich Händel im Oratorium Athalia (1733), im ungefähr 50 Mal vertonten Oratorienlibretto Gioas re di Giuda von Pietro Metastasio, in der geistlichen Oper Atalia von Johann Simon Mayr (1822) und in der Schauspielmusik Athalia von Felix Mendelssohn Bartholdy (1843–45).